# Зеленощёкий краснохвостый попугай
Зеленощёкий краснохвостый попугай (лат. Pyrrhura molinae) — птица семейства попугаевых.

## Внешний вид
Длина (включая хвост) 25 см; вес около 70 г. Основная окраска зелёная. Грудь серая, голова тёмная. Хвост тёмно-бордовый.

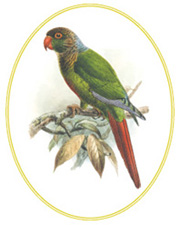

## Распространение
Обитает на западе, юге и в центральных районах штата Мату-Гросу (Бразилия), на севере и востоке Боливии и северо-западе Аргентины.

## Образ жизни
Населяют леса. Образуют большие скопления на верхушках деревьев. Питаются различными семенами и плодами.

## Размножение
В кладке от 4 до 6 яиц. Насиживание длится от 22 до 25 дней.

## Содержание
Этих попугаев часто можно увидеть у любителей природы. Они игривы, нежны и интеллектуальны. Могут научиться говорить, хотя их «словарный запас» ограничен.

## Классификация
Вид включает в себя 6 подвидов:
- Pyrrhura molinae australis Todd, 1915
- Pyrrhura molinae flavoptera Maijer, Herzog, Kessler, Friggens & Fjeldsa, 1998
- Pyrrhura molinae hypoxantha Salvadori, 1899
- Pyrrhura molinae molinae (Massena & Souance, 1854)
- Pyrrhura molinae phoenicura (Schlegel, 1864)
- Pyrrhura molinae restricta Todd, 1947